# Discografia degli Sly & the Family Stone
Discografia del gruppo statunitense Sly & the Family Stone.

## Realizzazioni con la Loadstone
| Anno                                  | A-side / B-side                             | Album            | US Hot 100 | US R&B | UK Chart |
| ------------------------------------- | ------------------------------------------- | ---------------- | ---------- | ------ | -------- |
| 1972 (registrazione nel gennaio 1967) | I Ain't Got Nobody / I Can't Turn You Loose | non album single |            |        |          |

## Realizzazioni con la Epic Records

### Albums
| 1967 | A Whole New Thing                  |     |    |  |                                                                   |                                                                   |                                                                   |                                                                   |                                                                   |                                                                   |                                                                   |
| 1968 | Dance to the Music                 | 142 | 11 |  |                                                                   |                                                                   |                                                                   |                                                                   |                                                                   |                                                                   |                                                                   |
| 1968 | Life 1                             | 195 |    |  |                                                                   |                                                                   |                                                                   |                                                                   |                                                                   |                                                                   |                                                                   |
| 1969 | Stand!                             | 13  | 3  |  |                                                                   |                                                                   |                                                                   |                                                                   |                                                                   |                                                                   |                                                                   |
| 1971 | There's a Riot Goin' On            | 1   | 1  |  |                                                                   |                                                                   |                                                                   |                                                                   |                                                                   |                                                                   |                                                                   |
| 1973 | Fresh                              | 7   | 1  |  |                                                                   |                                                                   |                                                                   |                                                                   |                                                                   |                                                                   |                                                                   |
| 1974 | Small Talk                         | 15  |    |  |                                                                   |                                                                   |                                                                   |                                                                   |                                                                   |                                                                   |                                                                   |
| 1975 | High on You 2                      | 45  | 11 |  |                                                                   |                                                                   |                                                                   |                                                                   |                                                                   |                                                                   |                                                                   |
| 1976 | Heard You Missed Me, Well I'm Back |     | 33 |  | Notes: 1. Issued as M'Lady in the UK 1. Issued as by "Sly Stone". | Notes: 1. Issued as M'Lady in the UK 1. Issued as by "Sly Stone". | Notes: 1. Issued as M'Lady in the UK 1. Issued as by "Sly Stone". | Notes: 1. Issued as M'Lady in the UK 1. Issued as by "Sly Stone". | Notes: 1. Issued as M'Lady in the UK 1. Issued as by "Sly Stone". | Notes: 1. Issued as M'Lady in the UK 1. Issued as by "Sly Stone". | Notes: 1. Issued as M'Lady in the UK 1. Issued as by "Sly Stone". |

### Singoli
Nella lista sono indicati il lato A e il lato B
| Anno | A-side / B-side                                                                 | Album                                | US Hot 100 | US R&B | UK Chart |
| --- | ------------------------------------------------------------------------------- | ------------------------------------ | ---------- | ------ | -------- |
| 1967 | "Underdog"/ "Bad Risk" (some promo copies have the song "Higher" as the b side) | A Whole New Thing Dance to the Music |            |        |          |
| 1967 | "Dance to the Music"/ "Let Me Hear it From You"                                 | Dance to the Music A Whole New Thing | 8          | 9      | 7        |
| 1968 | "Dance A La Musique" 1/ "Small Fries" promo only                                | none                                 |            |        |          |
| 1968 | "Life" "M'Lady"                                                                 | Life                                 | 98         |        | 37       |
| 1968 | "Everyday People"/ "Sing a Simple Song"                                         | Stand!                               | 1 89       | 1 29   |          |
| 1969 | "Stand!"/ "I Want to Take You Higher"                                           | Stand!                               | 22 60      | 14 24  |          |
| 1969 | "Hot Fun in the Summertime"/ "Fun"                                              | Greatest Hits Life                   | 2          | 3      |          |
| 1969 | "Thank You (Falettinme Be Mice Elf Agin)"2/ "Everybody is a Star"*2             | Greatest Hits                        | 1 F        | 1 -    |          |
| 1970 | "I Want to Take You Higher"3/ "Stand!"                                          | Stand!                               | 38         |        |          |
| 1971 | "Family Affair"/ "Luv 'N' Haight"                                               | There's a Riot Goin' On              | 1          | 1      | 14       |
| 1972 | "Runnin' Away"/ "Brave & Strong"                                                | There's a Riot Goin' On              | 23         | 15     | 17       |
| 1972 | "(You Caught Me) Smilin'"/ "Luv 'N' Haight"                                     | There's a Riot Goin' On              | 42         |        |          |
| 1973 | "If You Want Me to Stay"/ "Thankful N' Thoughtful"4                             | Fresh                                | 12         | 3      |          |
| 1973 | "Frisky"/ "If It Were Left Up to Me"                                            | Fresh                                | 79 -       | 28 57  |          |
| 1974 | "Time for Livin'"/ "Small Talk"                                                 | Small Talk                           | 32         | 10     |          |
| 1974 | "Loose Booty"/ "Can't Strain My Brain"                                          | Small Talk                           | 79         | 22     |          |
| 1975 | "I Get High on You"5/ "That's Lovin' You"5                                      | High on You                          | 52         | 3      |          |
| 1975 | "Le Lo Li"5/ "Who Do You Love"5                                                 | High on You                          |            | 75     |          |
| 1976 | "Crossword Puzzle"5/ "Greed"5                                                   | High on You                          |            |        |          |
| 1976 | "Blessing in Disguise" SS promo only 5                                          | Heard You Missed Me, Well I'm Back   |            |        |          |
| 1976 | "Family Again"/ "Nothing Less Than Happiness"                                   | Heard You Missed Me, Well I'm Back   |            |        |          |
| Notes: 1. Issued as by "The French Fries", a French alternate version of "Dance to the Music" 1. "Everybody is a Star" charted as F, for "flipside," but the release was marketed as a double A-sided single. 1. Re-release of 1969 single, with sides reversed. 1. Some copies issued with "Babies Makin' Babies" as the b-side. 1. Issued as by "Sly Stone". |                                                                                 |                                      |            |        |          |

## Realizzazioni con la Warner Bros. Records

### Albums
| Anno | Album                   | US Top 200 | US R&B | UK Chart |
| ---- | ----------------------- | ---------- | ------ | -------- |
| 1979 | Back on the Right Track | 152        | 31     |          |
| 1983 | Ain't But the One Way   |            |        |          |

### Singoli
| Anno | A-side / B-side                        | Album                   | US Hot 100 | US R&B | UK Chart |
| ---- | -------------------------------------- | ----------------------- | ---------- | ------ | -------- |
| 1979 | "Remember Who You Are"/ "Sheer Energy" | Back on the Right Track | 104        | 38     |          |
| 1980 | "Who's to Say"/ "Same Thing"           | Back on the Right Track |            |        |          |
| 1983 | "High Y'all"/ "Ha Ha He He"            | Ain't But the One Way   |            |        |          |

## Compilations e altre realizzazioni
- 1970: Greatest Hits
- 1979: Ten Years Too Soon (Epic, disco remix album)
- 1981: Sly & the Family Stone Anthology (Epic)
- 1994: Who in the Funk Do You Think You Are: The Warner Bros. Recordings (compiles Back on the Right Track and Ain't But the One Way)
- 1994: Rock and Roll (KRB Music/compilation of rare pre-Epic recordings, including "I Ain't Got Nobody")
- 2001: Rare Grooves Classic World Productions (Nine Sylvester Stewart compositions, one with H. Banks; no other credits or particulars provided.)
- 2002: The Essential Sly & the Family Stone (Epic, double-disc, digitally remastered)
- 2005: Different Strokes by Different Folks (Starbucks Music/remix and cover album by various artists, extended version issued in 2006 by Epic)
- 2005: Higher! (Starbucks Music)
- 2007: The Collection (compiles A Whole New Thing, Dance to the Music, Life, Stand!, There's a Riot Goin' On, Fresh, and Small Talk)

## Riferimenti
- Dakss, Jonathan. Sly-and-the-family-stone.com. Retrieved February 11, 2006.
- Edwin & Arno Konings www.slystonebook.com